# Michael Bryan
Michael Bryan (Newcastle upon Tyne, 9 aprile 1757 – Londra, 21 marzo 1821) è stato uno storico dell'arte e mercante inglese ed esperto d'arte. Proprietario di una galleria d'arte alla moda a Saville Row, Londra, fu coinvolto nell'acquisto e rivendita della grande collezione d'arte detta Orleans ad un'associazione britannica. Scrisse il  "Biographical and Critical Dictionary of Painters and Engravers", che fu un testo di riferimento in storia dell'arte per tutto il XIX secolo. La sua ultima pubblicazione risale al 1920.

## Biografia
Bryan nacque a Newcastle upon Tyne, ora Tyne and Wear, nella contea di Northumberland e studiò presso la Royal Grammar School di Newcastle con il professor Moyce. Nel 1781 intraprese un viaggio, raggiungendo prima Londra e successivamente con suo fratello maggiore le Fiandre, dove risiedette dal 1782 al 1790. Qui probabilmente entrò in contatto con il mondo del commercio di stoffe, ma soprattutto formò la base delle sue conoscenze di storia dell'arte. Nel giugno 1784 sposò Juliana Talbot (1759-1801), sorella di Charles Talbot, il XV Conte di Shrewsbury, entrando così a far parte dell'aristocrazia inglese. La coppia ebbe tre figli: Henry Bryan (1786-1821), Maria Bryan (1798-1811) ed Elizabeth Bryan (1798-1810), ritratti assieme alla madre da James Ward .
Rientrato in patria nel 1790, si stabilì a Londra, dove si fece un nome come mercante ed esperto di belle arti. Nel 1793 o 1794 ritornò in continente alla ricerca di opere d'arte. Visitò, tra gli altri luoghi, i Paesi Bassi, dove rimase fino all'arrivo dell'ordine, da parte del governo francese, di fermare tutti i cittadini inglesi ivi residenti. Fu trattenuto a Rotterdam assieme a molti altri compatrioti. In quest'occasione ebbe modo di conoscere Jean-Joseph de Laborde, che, nel 1798, richiese il suo parere ed assistenza nella vendita della parte italiana della famosa collezione d'arte Orleans da lui acquistata. In pratica Bryan funse da intermediario per l'acquisto: contattò Francis Egerton, terzo duca di Bridgewater, che l'autorizzò ad aprire la negoziazione. Dopo tre settimane, un'associazione, formata dal duca di Bridgewater, da Granville Leveson-Gower il Marchese di Stafford e da Frederick Howard, V conte di Carlisle, acquisì la collezione da Bryan per la somma di 43.500 sterline. La collezione rimase in mostra presso la galleria d'arte del Bryan in Pall Mall a Londra, come pure presso il Teatro Lyceum nello Strand.
Nel 1801, Bryan ottenne, tramite il duca di Bridgwater, il permesso del re di visitare Parigi per acquistare opere d'arte dallo studiolo del Sig.Robit. Tra le altre, ritornò con due opere del pittore spagnolo Murillo: Gesù Bambino come il buon pastore e San Giovanni bambino con l'agnello.
Nel 1804 Bryan si ritirò dal mondo dell'arte e si stabilì presso suo fratello nello Yorkshire fino al 1811. Nel 1812 Bryan si recò di nuovo a Londra e iniziò a scrivere la sua opera più conosciuta: "Biographical and Critical Dictionary of Painters and Engravers" in due volumi. La prima parte fu data alle stampe nel maggio 1813 e fu conclusa nel 1816. Possedeva una galleria d'arte a Londra in Saville Row, che divenne un luogo d'incontro alla moda per artisti e mecenati. Nel 1818 rimase coinvolto in alcuni acquisti d'arte di natura speculativa, che lo portarono al fallimento.
Il 14 febbraio 1821 fu colpito da un grave ictus, che lo portò alla morte il 21 marzo dello stesso anno a Londra in Portman Square.